# Johanneskapelle (Aristau)

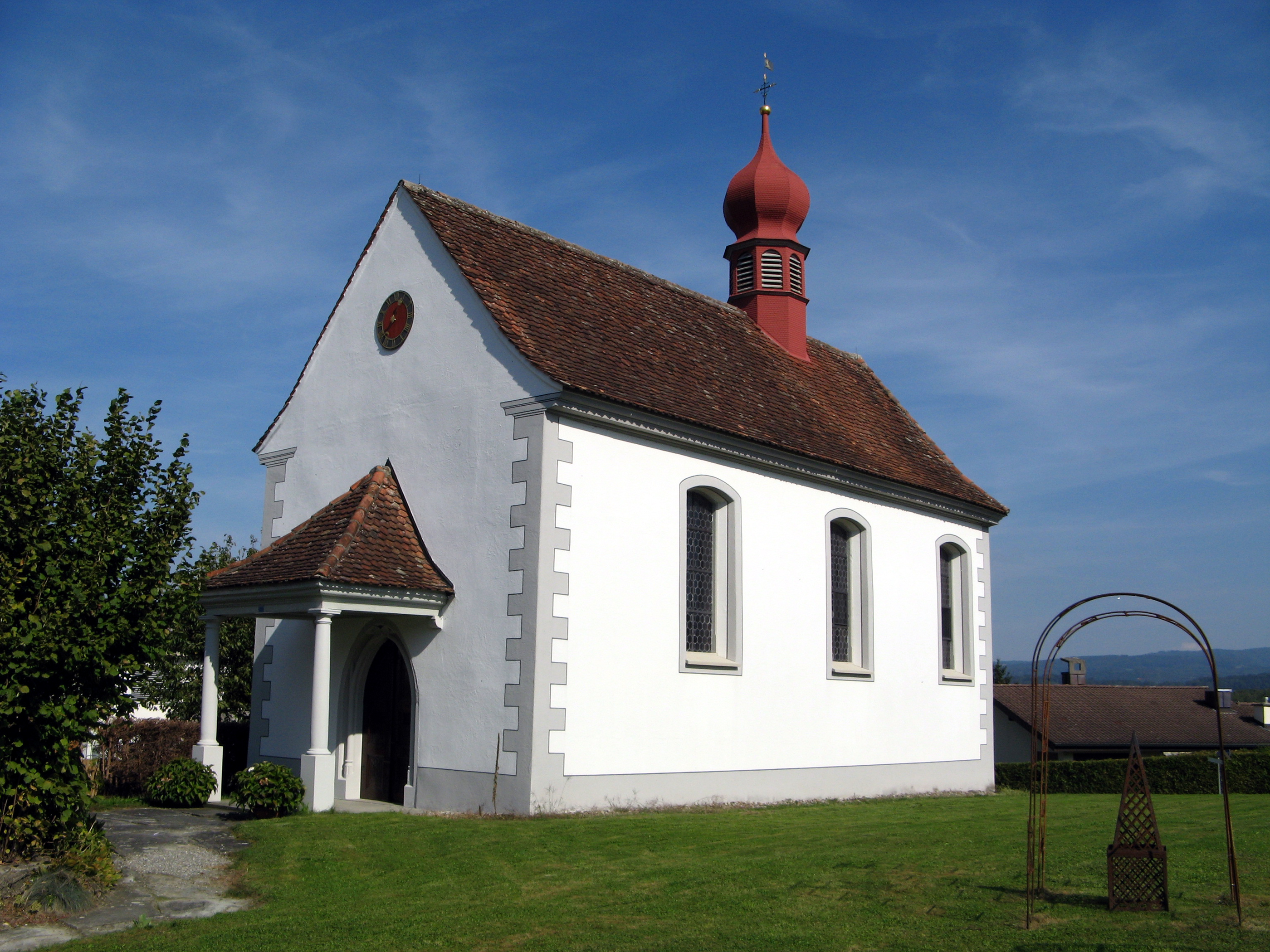
Johanneskapelle

Die Johanneskapelle (genauer: Kapelle Johannes Baptista und Evangelista) ist eine römisch-katholische Kapelle in Aristau im Kanton Aargau. Sie ist Johannes dem Täufer geweiht, steht unmittelbar neben dem Aristauerhof und ist das älteste erhalten gebliebene Gebäude der Gemeinde.
Diese Filialkapelle gehörte einst zur Pfarrei Muri und unterstand damit direkt dem Kloster Muri, die erste Erwähnung erfolgte im Jahr 1360. Abt Laurentius von Heidegg liess sie 1521 im spätgotischen Stil neu errichten, woran am Portal sein Wappen und jenes der Abtei erinnern. Am 22. Juli weihte der Weihbischof von Konstanz sie neu ein. 1734 wurde die Kapelle vergrössert, woraufhin Fürstabt Gerold Haimb einen neuen Altar stiftete. 1769 kam ein Kreuzweg hinzu und 1880 ersetzte man die Holzfelderdecke durch eine Gipsdecke. 1951 stellte man die Zwiebelform des Dachreiters wieder her, in den Jahren 1970/72 und 1986/88 erfolgten grössere Renovationen.
Die Kapelle besteht aus einem zweijochigen Schiff und einem gleich breiten, dreiseitig schliessenden Chor, vereint durch ein Satteldach. Beide Längsseiten verfügen über je drei Stichbogenfenster, die Eckquader sind dekorativ bemalt. Über dem profilierten Eingang ist ein Vorzeichen mit toskanischen Säulen angebracht. Im Innern sind insbesondere der halbrunde Triumphbogen zwischen Schiff und Chor zu nennen sowie der Altar, eine Holzschnitzerarbeit von Hans Jost Müller, der sich vom Barockbildhauer Niklaus Geisler inspirieren liess.